# Santa Maria de Castellar de la Muntanya
Santa Maria de Castellar de la Muntanya és una església romànica del segle xii molt modificada, situada al municipi de la Vall de Bianya, a la comarca catalana de la Garrotxa. És un monument inventariat a l'Inventari del Patrimoni Arquitectònic de Catalunya.

## Història
Apareix esmentada per primer cop l'any 1001 en un document segons el qual Arnau Gaufred Isarn i altres executors testamentaris d'un difunt anomenat Guillem fan donació al monestir de Sant Pere de Camprodon d'una mas situat a Castellar de la Muntanya prop de l'església. Més tard apareix documentada el 1079 quan els bescomtes de Bas en fan donació per establir el priorat de Sant Joan les Fonts, cintant-la com Sancte Marie de Castellario. Al segle xiii també apareix amb el nom de castlario. L'any 1346, a més de l'altar major hi havia un altre dedicat a Santa Àgata que un temps comparí amb Sant Sebastià fins que aquest en tingué un de propi. En constituir-se la confraria del Roser el 1644 l'altar de Santa Àgata va passar a estar dedicat a la Mare de Déu del Roser. Més tard, el 1734, l'altar de Sant Sebastià va passar a ser dedicat a Sant Francesc Xavier.

## Descripció
És un edifici del segle xii d'una sola nau rectangular coberta amb volta de canó. La capçalera situada a llevant, presenta un absis semicircular amb finestra central modificada. A la banda de migdia hi ha l'entrada. Sembla que la seva porta, molt bonica, ara es troba a Sant Llorenç d'Oix. El campanar és de torre. La sagristia i la rectoria són afegits del segle xviii. L'església també té una pica baptismal d'immersió llisa, fora del seu lloc i mig encastada a la paret.